# Floriade 2002
De Floriade 2002 vond plaats van 6 april tot en met 20 oktober 2002 in de Haarlemmermeer. De Floriade 2002 was naast Floriade tevens de 16e Wereldtuinbouwtentoonstelling (AIPH).
De Floriade besloeg een oppervlakte van 70 hectare en bestond uit 3 delen:
- Bij het Dak
- Naast de Berg
- Aan het Meer

Dwars door het Floriade-terrein ligt de Geniedijk, onderdeel van de Stelling van Amsterdam, waaraan het gedeelte 'Aan het Meer' gelegen was. Nu ligt hier het Haarlemmermeerse Bos. Vanaf de kunstmatige berg, Big Spotters Hill, had de bezoeker uitzicht over de omgeving.
De Zuidtangent werd geopend voor de opening van de Floriade, met tijdelijke extra haltes om bezoekers naar het Floriadeterrein te brengen.

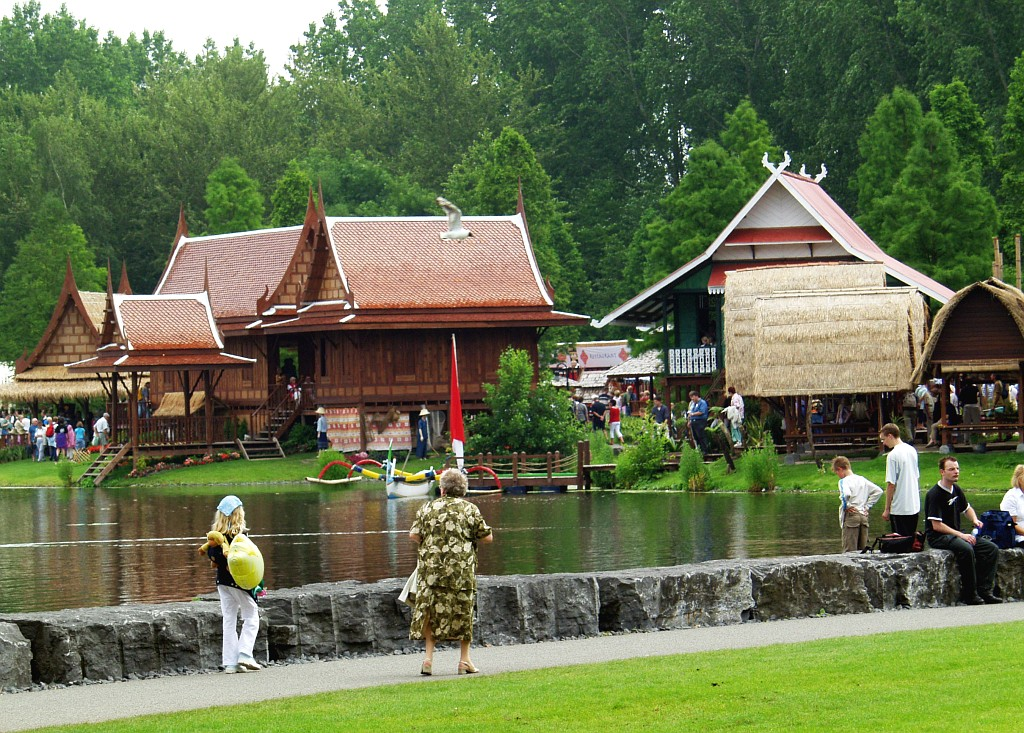
Buitenlandse paviljoens
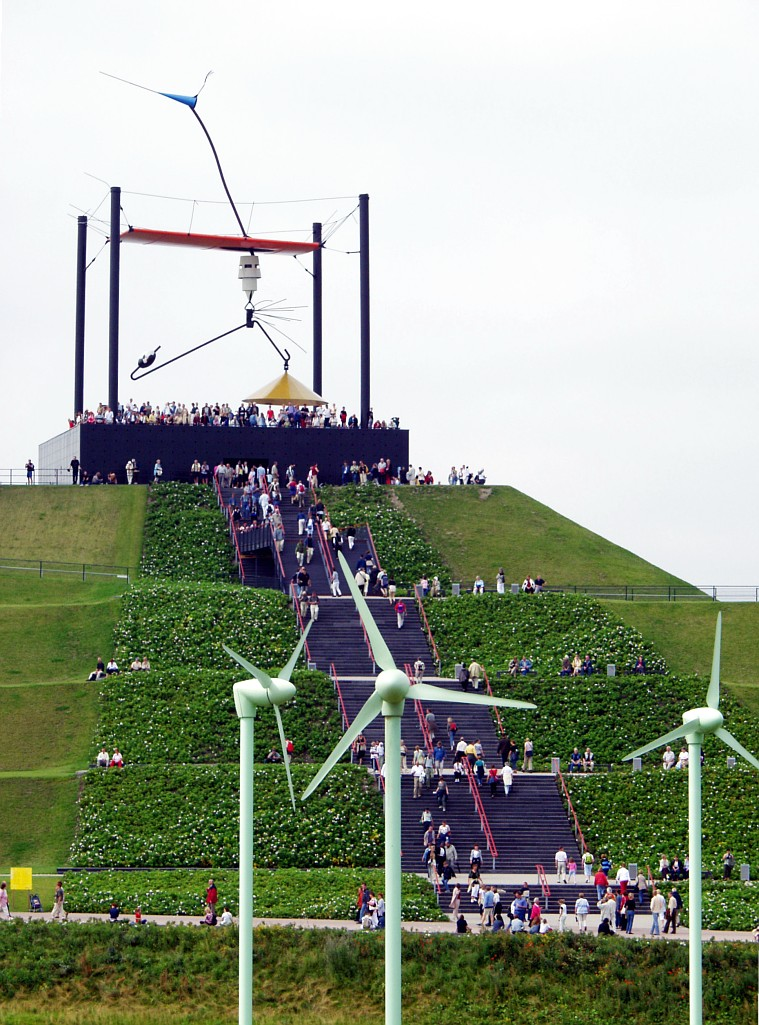
Heuvel met people-mover
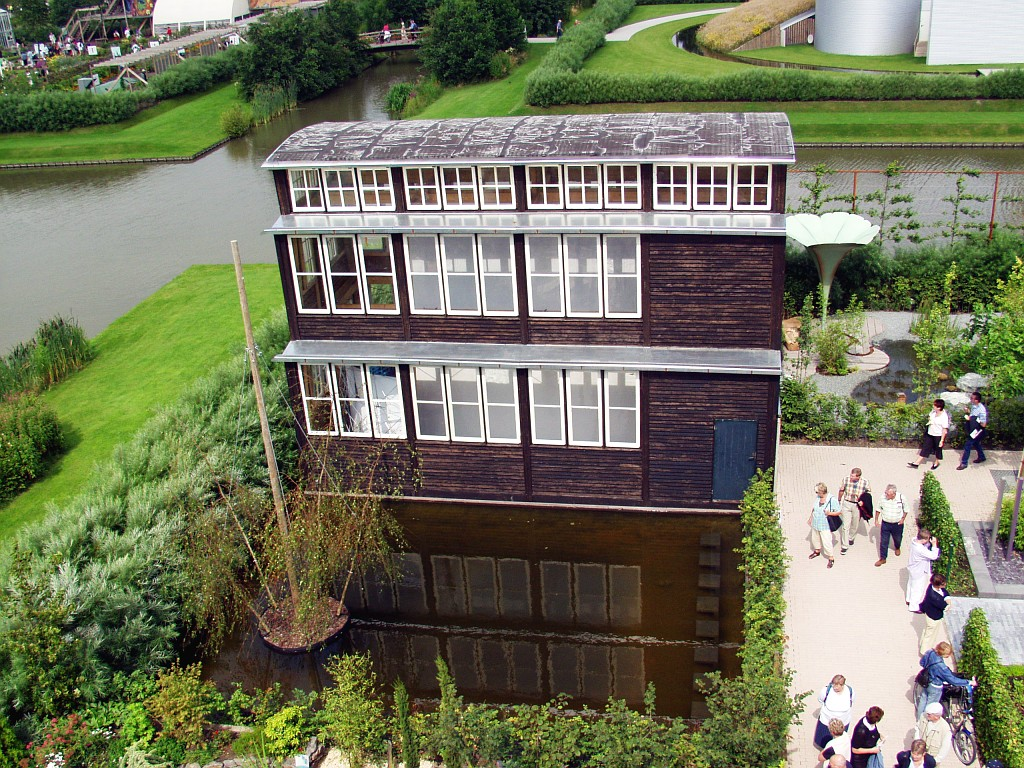
Bij het Dak
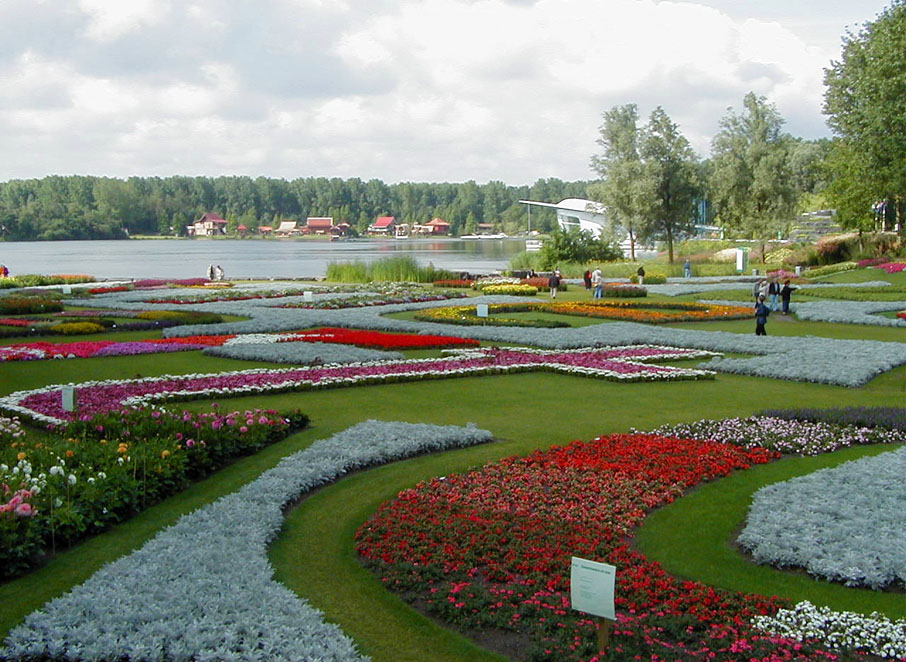
De grote tuin

## Trivia
- De Floriade 2002 vormde ook het toneel voor het Suske en Wiske album De fleurige Floriade (Rode reeks, nr. 274).
- Op het Floriadeterrein wordt sinds 2003 jaarlijks het festival Mysteryland gehouden.

## Financiën
De gemeente Haarlemmermeer, die financieel garant stond voor de Floriade, draaide op voor het verlies van € 7,2 miljoen.